# Élections municipales de 2014 en Saône-et-Loire
Les élections municipales se sont déroulées les 23 et 30 mars 2014 en Saône-et-Loire.

## Maires sortants et maires élus
Le scrutin est marqué par des changements d’importance. Chalon-sur-Saône, chef-lieu du département remporté par le PS en 2008, repasse à droite. La gauche est également battue à Cluny, Givry, Louhans, Montceau-les-Mines, Saint-Marcel, Saint-Rémy et Tournus. Elle enregistre un seul succès à Gergy. La droite progresse ainsi avec ces gains et d’autres succès à Chagny, Châtenoy-le-Royal, Ciry-le-Noble, Crissey et Ouroux-sur-Saône. Des candidats indépendants sont victorieux à Charnay-lès-Mâcon et La Chapelle-de-Guinchay.
| Commune                 | Population | Maire sortant            | Parti | Parti | Maire élu                | Parti | Parti |
| ----------------------- | ---------- | ------------------------ | ----- | ----- | ------------------------ | ----- | ----- |
| Autun                   | 14 426     | Rémy Rebeyrotte          |       | PS    | Rémy Rebeyrotte          |       | PS    |
| Blanzy                  | 6 557      | Hervé Mazurek            |       | PS    | Hervé Mazurek            |       | PS    |
| Bourbon-Lancy           | 5 241      | Jean-Paul Drapier        |       | PS    | Édith Gueugneau          |       | PS    |
| Branges                 | 2 395      | Anthony Vadot            |       | SE    | Anthony Vadot            |       | SE    |
| Buxy                    | 2 184      | Dominique Lanoiselet     |       | DVD   | Dominique Lanoiselet     |       | DVD   |
| Chagny                  | 5 614      | Michel Picard            |       | SE    | Michel Picard            |       | DVD   |
| Chalon-sur-Saône        | 44 847     | Christophe Sirugue       |       | PS    | Gilles Platret           |       | UMP   |
| Champforgeuil           | 2 345      | René Guyennot            |       | PS    | René Guyennot            |       | PS    |
| Charnay-lès-Mâcon       | 6 835      | Gérard Voisin            |       | UMP   | Jean-Louis Andrès        |       | SE    |
| Charolles               | 2 781      | Jean Drevon              |       | UMP   | Pierre Berthier          |       | UMP   |
| Châtenoy-le-Royal       | 5 991      | Marie Mercier            |       | SE    | Marie Mercier            |       | UMP   |
| Chauffailles            | 3 868      | Marie-Christine Bignon   |       | DVD   | Marie-Christine Bignon   |       | DVD   |
| Ciry-le-Noble           | 2 364      | Renée Saunier            |       |       | Gilles Dutremble         |       | DVD   |
| Cluny                   | 4 689      | Jean-Luc Delpeuch        |       | PS    | Henri Boniau             |       | DVD   |
| Crêches-sur-Saône       | 2 897      | Daniel Juvanon           |       |       | Michel Rosi              |       | SE    |
| Crissey                 | 2 478      | Jean-Paul Bonin          |       |       | Eric Mermet              |       | DVD   |
| Digoin                  | 8 146      | Maxime Castagna          |       | UMP   | Fabien Genet             |       | DVD   |
| Épinac                  | 2 331      | Jean-François Nicolas    |       |       | Claude Merkel            |       | SE    |
| Fontaines               | 2 006      | Jean-Claude Gress        |       | DVD   | Jean-Claude Gress        |       | DVD   |
| Gergy                   | 2 575      | Daniel Galland           |       |       | Philippe Fournier        |       | DVG   |
| Givry                   | 3 694      | Daniel Villeret          |       | PS    | Juliette Metenier-Dupont |       | DVD   |
| Gueugnon                | 7 386      | Dominique Lotte          |       | PS    | Dominique Lotte          |       | PS    |
| La Chapelle-de-Guinchay | 3 829      | Jean-François Gueritaine |       | DVD   | Jean-François Gueritaine |       | SE    |
| Le Breuil               | 3 622      | Chantal Cordelier        |       | PS    | Chantal Cordelier        |       | PS    |
| Le Creusot              | 22 620     | André Billardon          |       | PS    | André Billardon          |       | PS    |
| Louhans                 | 6 551      | Monique Bonin            |       | PS    | Frédérique Bouchet       |       | DVD   |
| Mâcon                   | 33 730     | Jean-Patrick Courtois    |       | UMP   | Jean-Patrick Courtois    |       | UMP   |
| Montceau-les-Mines      | 19 124     | Didier Mathus            |       | PS    | Marie-Claude Jarrot      |       | UMP   |
| Montcenis               | 2 208      | Michel Rey               |       | UMP   | Michel Rey               |       | UMP   |
| Montchanin              | 5 388      | Jean-Yves Vernochet      |       | DVG   | Jean-Yves Vernochet      |       | PS    |
| Ouroux-sur-Saône        | 3 000      | Georges Dangin           |       |       | Jean-Michel Desmard      |       | DVD   |
| Paray-le-Monial         | 9 094      | Jean-Marc Nesme          |       | UMP   | Jean-Marc Nesme          |       | UMP   |
| Saint-Germain-du-Plain  | 2 183      | Alain Doulé              |       | DVG   | Alain Doulé              |       | DVG   |
| Saint-Marcel            | 5 816      | Jean-Noël Despocq        |       | DVG   | Raymond Burdin           |       | UMP   |
| Saint-Rémy              | 6 293      | Pierre Jacob             |       | PS    | Florence Plissonnier     |       | DVD   |
| Saint-Vallier           | 8 975      | Alain Philibert          |       | PCF   | Alain Philibert          |       | PCF   |
| Sanvignes-les-Mines     | 4 394      | Jean-Claude Lagrange     |       | PS    | Jean-Claude Lagrange     |       | PS    |
| Sennecey-le-Grand       | 3 120      | Jean Bourdaillet         |       | DVD   | Jean Bourdaillet         |       | DVD   |
| Torcy                   | 3 187      | Roland Fuchet            |       | DVG   | Roland Fuchet            |       | DVG   |
| Tournus                 | 5 814      | Jean Legros              |       | DVG   | Claude Roche             |       | UMP   |
| Varennes-le-Grand       | 2 307      | Patrick Le Gall          |       | DVD   | Patrick Le Gall          |       | DVD   |

### Résultats en nombre de maires
| Partis       | Partis                    | Maires sortants | Maires élus | Évolution     |
| ------------ | ------------------------- | --------------- | ----------- | ------------- |
|              | Parti socialiste          | 14              | 9           | 5             |
|              | Divers gauche             | 5               | 3           | 2             |
|              | Parti communiste français | 1               | 1           | en stagnation |
| Total gauche | Total gauche              | 20              | 13          | 7             |
|              | UMP                       | 6               | 9           | 3             |
|              | Divers droite             | 6               | 14          | 8             |
| Total droite | Total droite              | 12              | 23          | 11            |
|              | Sans étiquette            | 3               | 5           | 2             |
|              | Indéfini                  | 6               | 0           | 6             |
| Total        | Total                     | 41              | 41          | -             |

## Résultats dans les communes de plus de1 500 habitants

### Autun
- Maire sortant : Rémy Rebeyrotte (PS)
- 33 sièges à pourvoir au conseil municipal (population légale 2011 : 14 426 habitants)
- 27 sièges à pourvoir au conseil communautaire (CC du Grand Autunois Morvan)

| Tête de liste            | Tête de liste         | Liste          | Premier tour | Premier tour | Second tour | Second tour | Sièges | Sièges |
| Tête de liste            | Tête de liste         | Liste          | Voix         | %            | Voix        | %           | CM     | CC     |
| ------------------------ | --------------------- | -------------- | ------------ | ------------ | ----------- | ----------- | ------ | ------ |
|                          | Rémy Rebeyrotte *     | SE             | 2 461        | 40,12        | 3 266       | 51,93       | 25     | 21     |
|                          | Rémy Chantegros       | UMP-UDI        | 1 599        | 26,06        | 3 023       | 48,07       | 8      | 6      |
|                          | Bertrand Joly         | DVD            | 935          | 15,24        |             |             |        |        |
|                          | Jean-François Nicolas | DVG            | 787          | 12,83        |             |             |        |        |
|                          | Jacques Perret        | SE             | 202          | 3,29         |             |             |        |        |
|                          | Simonne Pallant       | LO             | 150          | 2,44         |             |             |        |        |
|                          |                       |                |              |              |             |             |        |        |
| Inscrits                 | Inscrits              | Inscrits       | 10 031       | 100,00       | 10 029      | 100,00      |        |        |
| Abstentions              | Abstentions           | Abstentions    | 3 556        | 35,45        | 3 395       | 33,85       |        |        |
| Votants                  | Votants               | Votants        | 6 475        | 64,55        | 6 634       | 66,15       |        |        |
| Blancs et nuls           | Blancs et nuls        | Blancs et nuls | 341          | 5,27         | 345         | 5,20        |        |        |
| Exprimés                 | Exprimés              | Exprimés       | 6 134        | 94,73        | 6 289       | 94,80       |        |        |
| * Liste du maire sortant |                       |                |              |              |             |             |        |        |

### Blanzy
- Maire sortant : Hervé Mazurek (PS)
- 29 sièges à pourvoir au conseil municipal (population légale 2011 : 6 557 habitants)
- 4 sièges à pourvoir au conseil communautaire (CU Creusot Montceau)

|                          | Hervé Mazurek *  | PS             | 1 710 | 58,14  | 24 | 3 |  |  |
|                          | Jacky Lautissier | DVD            | 858   | 29,17  | 4  | 1 |  |  |
|                          | Pierre Gerard    | FG             | 373   | 12,68  | 1  |   |  |  |
|                          |                  |                |       |        |    |   |  |  |
| Inscrits                 | Inscrits         | Inscrits       | 5 069 | 100,00 |    |   |  |  |
| Abstentions              | Abstentions      | Abstentions    | 1 980 | 39,06  |    |   |  |  |
| Votants                  | Votants          | Votants        | 3 089 | 60,94  |    |   |  |  |
| Blancs et nuls           | Blancs et nuls   | Blancs et nuls | 148   | 4,79   |    |   |  |  |
| Exprimés                 | Exprimés         | Exprimés       | 2 941 | 95,21  |    |   |  |  |
| * Liste du maire sortant |                  |                |       |        |    |   |  |  |

### Bourbon-Lancy
- Maire sortant : Jean-Paul Drapier (PS)
- 29 sièges à pourvoir au conseil municipal (population légale 2011 : 5 241 habitants)
- 10 sièges à pourvoir au conseil communautaire (CC entre Arroux, Loire et Somme)

| Tête de liste            | Tête de liste       | Liste          | Premier tour | Premier tour | Second tour | Second tour | Sièges | Sièges |
| Tête de liste            | Tête de liste       | Liste          | Voix         | %            | Voix        | %           | CM     | CC     |
| ------------------------ | ------------------- | -------------- | ------------ | ------------ | ----------- | ----------- | ------ | ------ |
|                          | Édith Gueugneau     | DVG            | 1 234        | 43,88        | 1 342       | 46,33       | 22     | 7      |
|                          | Jean-Paul Drapier * | PS             | 848          | 30,15        | 920         | 31,76       | 4      | 2      |
|                          | Jean-Paul Gauthier  | DVD            | 730          | 25,96        | 634         | 21,89       | 3      | 1      |
|                          |                     |                |              |              |             |             |        |        |
| Inscrits                 | Inscrits            | Inscrits       | 4 054        | 100,00       | 4 052       | 100,00      |        |        |
| Abstentions              | Abstentions         | Abstentions    | 1 126        | 27,78        | 1 071       | 26,00       |        |        |
| Votants                  | Votants             | Votants        | 2 928        | 72,22        | 2 981       | 73,00       |        |        |
| Blancs et nuls           | Blancs et nuls      | Blancs et nuls | 116          | 3,96         | 85          | 2,85        |        |        |
| Exprimés                 | Exprimés            | Exprimés       | 2 812        | 96,04        | 2 896       | 97,15       |        |        |
| * Liste du maire sortant |                     |                |              |              |             |             |        |        |

### Branges
- Maire sortant : Anthony Vadot
- 19 sièges à pourvoir au conseil municipal (population légale 2011 : 2 395 habitants)
- 4 sièges à pourvoir au conseil communautaire (CC Bresse Louhannaise Intercom')

|                          | Anthony Vadot * | SE             | 1 044 | 100,00 | 19 | 4 |  |  |
|                          |                 |                |       |        |    |   |  |  |
| Inscrits                 | Inscrits        | Inscrits       | 1 692 | 100,00 |    |   |  |  |
| Abstentions              | Abstentions     | Abstentions    | 493   | 29,14  |    |   |  |  |
| Votants                  | Votants         | Votants        | 1 199 | 70,86  |    |   |  |  |
| Blancs et nuls           | Blancs et nuls  | Blancs et nuls | 155   | 12,93  |    |   |  |  |
| Exprimés                 | Exprimés        | Exprimés       | 1 044 | 87,07  |    |   |  |  |
| * Liste du maire sortant |                 |                |       |        |    |   |  |  |

### Buxy
- Maire sortant : Dominique Lanoiselet
- 19 sièges à pourvoir au conseil municipal (population légale 2011 : 2 184 habitants)
- 6 sièges à pourvoir au conseil communautaire (CC Sud Côte Chalonnaise)

|                          | Dominique Lanoiselet * | DVD            | 746   | 66,42  | 16 | 5 |  |  |
|                          | Marie Rose Desbriere   | DVG            | 377   | 33,57  | 3  | 1 |  |  |
|                          |                        |                |       |        |    |   |  |  |
| Inscrits                 | Inscrits               | Inscrits       | 1 533 | 100,00 |    |   |  |  |
| Abstentions              | Abstentions            | Abstentions    | 357   | 23,29  |    |   |  |  |
| Votants                  | Votants                | Votants        | 1 176 | 76,71  |    |   |  |  |
| Blancs et nuls           | Blancs et nuls         | Blancs et nuls | 53    | 4,51   |    |   |  |  |
| Exprimés                 | Exprimés               | Exprimés       | 1 123 | 95,49  |    |   |  |  |
| * Liste du maire sortant |                        |                |       |        |    |   |  |  |

### Chagny
- Maire sortant : Michel Picard (SE)
- 29 sièges à pourvoir au conseil municipal (population légale 2011 : 5 614 habitants)
- 7 sièges à pourvoir au conseil communautaire (CA Beaune Côte et Sud)

|                          | Michel Picard * | DVD            | 1 590 | 67,89  | 25 | 6 |  |  |
|                          | Michèle Rodier  | PS-PCF-EELV    | 752   | 32,10  | 4  | 1 |  |  |
|                          |                 |                |       |        |    |   |  |  |
| Inscrits                 | Inscrits        | Inscrits       | 3 933 | 100,00 |    |   |  |  |
| Abstentions              | Abstentions     | Abstentions    | 1 507 | 38,32  |    |   |  |  |
| Votants                  | Votants         | Votants        | 2 426 | 61,68  |    |   |  |  |
| Blancs et nuls           | Blancs et nuls  | Blancs et nuls | 84    | 3,46   |    |   |  |  |
| Exprimés                 | Exprimés        | Exprimés       | 2 342 | 96,54  |    |   |  |  |
| * Liste du maire sortant |                 |                |       |        |    |   |  |  |

### Chalon-sur-Saône
- Maire sortant : Christophe Sirugue (PS)
- 43 sièges à pourvoir au conseil municipal (population légale 2011 : 44 847 habitants)
- 33 sièges à pourvoir au conseil communautaire (CA Le Grand Chalon)

|                          | Gilles Platret       | UMP-UDI-DVD    | 7 844  | 52,38  | 34 | 26 |  |  |
|                          | Christophe Sirugue * | PS-PCF-EELV    | 4 878  | 32,57  | 7  | 6  |  |  |
|                          | Ghislaine Launay     | FN             | 1 531  | 10,22  | 2  | 1  |  |  |
|                          | Pascal Dufraigne     | LO             | 720    | 4,80   |    |    |  |  |
|                          |                      |                |        |        |    |    |  |  |
| Inscrits                 | Inscrits             | Inscrits       | 27 702 | 100,00 |    |    |  |  |
| Abstentions              | Abstentions          | Abstentions    | 12 133 | 43,80  |    |    |  |  |
| Votants                  | Votants              | Votants        | 15 569 | 56,20  |    |    |  |  |
| Blancs et nuls           | Blancs et nuls       | Blancs et nuls | 596    | 3,83   |    |    |  |  |
| Exprimés                 | Exprimés             | Exprimés       | 14 973 | 96,17  |    |    |  |  |
| * Liste du maire sortant |                      |                |        |        |    |    |  |  |

### Champforgeuil
- Maire sortant : René Guyennot
- 19 sièges à pourvoir au conseil municipal (population légale 2011 : 2 345 habitants)
- 2 sièges à pourvoir au conseil communautaire (CA Le Grand Chalon)

|                          | René Guyennot * | PS             | 540   | 51,77  | 15 | 2 |  |  |
|                          | Raymond Bellot  | PG             | 503   | 48,22  | 4  |   |  |  |
|                          |                 |                |       |        |    |   |  |  |
| Inscrits                 | Inscrits        | Inscrits       | 1 687 | 100,00 |    |   |  |  |
| Abstentions              | Abstentions     | Abstentions    | 555   | 32,90  |    |   |  |  |
| Votants                  | Votants         | Votants        | 1 132 | 67,10  |    |   |  |  |
| Blancs et nuls           | Blancs et nuls  | Blancs et nuls | 89    | 7,86   |    |   |  |  |
| Exprimés                 | Exprimés        | Exprimés       | 1 043 | 92,14  |    |   |  |  |
| * Liste du maire sortant |                 |                |       |        |    |   |  |  |

### Charnay-lès-Mâcon
- Maire sortant : Gérard Voisin (UMP)
- 29 sièges à pourvoir au conseil municipal (population légale 2011 : 6 835 habitants)
- 7 sièges à pourvoir au conseil communautaire (CA Mâconnais Beaujolais Agglomération)

| Tête de liste  | Tête de liste     | Liste          | Premier tour | Premier tour | Second tour | Second tour | Sièges | Sièges |
| Tête de liste  | Tête de liste     | Liste          | Voix         | %            | Voix        | %           | CM     | CC     |
| -------------- | ----------------- | -------------- | ------------ | ------------ | ----------- | ----------- | ------ | ------ |
|                | Frédéric Breuil   | UMP            | 940          | 31,01        | 1 127       | 35,31       | 5      | 1      |
|                | Jean-Louis Andres | SE             | 915          | 30,18        | 1 250       | 39,17       | 21     | 6      |
|                | Christian Hamonic | DVG            | 645          | 21,28        | 510         | 15,98       | 2      |        |
|                | Patrick Buhot     | DVD            | 531          | 17,51        | 304         | 9,52        | 1      |        |
|                |                   |                |              |              |             |             |        |        |
| Inscrits       | Inscrits          | Inscrits       | 5 124        | 100,00       | 5 124       | 100,00      |        |        |
| Abstentions    | Abstentions       | Abstentions    | 1 937        | 37,80        | 1 815       | 35,42       |        |        |
| Votants        | Votants           | Votants        | 3 187        | 62,20        | 3 309       | 64,58       |        |        |
| Blancs et nuls | Blancs et nuls    | Blancs et nuls | 156          | 4,89         | 118         | 3,57        |        |        |
| Exprimés       | Exprimés          | Exprimés       | 3 031        | 95,11        | 3 191       | 96,43       |        |        |

### Charolles
- Maire sortant : Jean Drevon (UMP)
- 23 sièges à pourvoir au conseil municipal (population légale 2011 : 2 781 habitants)
- 9 sièges à pourvoir au conseil communautaire (CC Le Grand Charolais)

|                | Pierre Berthier  | UMP            | 839   | 61,96  | 19 | 8 |  |  |
|                | Christian Bonnot | DVG            | 515   | 38,03  | 4  | 1 |  |  |
|                |                  |                |       |        |    |   |  |  |
| Inscrits       | Inscrits         | Inscrits       | 2 015 | 100,00 |    |   |  |  |
| Abstentions    | Abstentions      | Abstentions    | 607   | 30,12  |    |   |  |  |
| Votants        | Votants          | Votants        | 1 408 | 69,88  |    |   |  |  |
| Blancs et nuls | Blancs et nuls   | Blancs et nuls | 54    | 3,84   |    |   |  |  |
| Exprimés       | Exprimés         | Exprimés       | 1 354 | 96,16  |    |   |  |  |

### Châtenoy-le-Royal
- Maire sortant : Marie Mercier (SE)
- 29 sièges à pourvoir au conseil municipal (population légale 2011 : 5 991 habitants)
- 4 sièges à pourvoir au conseil communautaire (CA Le Grand Chalon)

|                          | Marie Mercier * | UMP            | 1 850 | 69,08  | 25 | 4 |  |  |
|                          | Pascal Legoux   | PS-PCF-EELV    | 828   | 30,92  | 4  |   |  |  |
|                          |                 |                |       |        |    |   |  |  |
| Inscrits                 | Inscrits        | Inscrits       | 4 767 | 100,00 |    |   |  |  |
| Abstentions              | Abstentions     | Abstentions    | 1 940 | 40,70  |    |   |  |  |
| Votants                  | Votants         | Votants        | 2 827 | 59,30  |    |   |  |  |
| Blancs et nuls           | Blancs et nuls  | Blancs et nuls | 149   | 5,27   |    |   |  |  |
| Exprimés                 | Exprimés        | Exprimés       | 2 678 | 94,73  |    |   |  |  |
| * Liste du maire sortant |                 |                |       |        |    |   |  |  |

### Chauffailles
- Maire sortant : Marie-Christine Bignon (DVD)
- 27 sièges à pourvoir au conseil municipal (population légale 2011 : 3 868 habitants)
- 10 sièges à pourvoir au conseil communautaire (CC La Clayette Chauffailles en Brionnais)

|                          | Marie-Christine Bignon * | DVD            | 1 285 | 67,70  | 23 | 9 |  |  |
|                          | Guy Dadolle              | DVD            | 613   | 32,29  | 4  | 1 |  |  |
|                          |                          |                |       |        |    |   |  |  |
| Inscrits                 | Inscrits                 | Inscrits       | 3 002 | 100,00 |    |   |  |  |
| Abstentions              | Abstentions              | Abstentions    | 1 010 | 33,64  |    |   |  |  |
| Votants                  | Votants                  | Votants        | 1 992 | 66,36  |    |   |  |  |
| Blancs et nuls           | Blancs et nuls           | Blancs et nuls | 94    | 4,72   |    |   |  |  |
| Exprimés                 | Exprimés                 | Exprimés       | 1 898 | 95,28  |    |   |  |  |
| * Liste du maire sortant |                          |                |       |        |    |   |  |  |

### Ciry-le-Noble
- Maire sortant : Renée Saunier
- 19 sièges à pourvoir au conseil municipal (population légale 2011 : 2 364 habitants)
- 1 sièges à pourvoir au conseil communautaire (CU Creusot Montceau)

|                | Gilles Dutremble   | DVD            | 691   | 63,04  | 16 | 1 |  |  |
|                | Jean-Louis Rychlik | DVG            | 405   | 36,95  | 3  |   |  |  |
|                |                    |                |       |        |    |   |  |  |
| Inscrits       | Inscrits           | Inscrits       | 1 726 | 100,00 |    |   |  |  |
| Abstentions    | Abstentions        | Abstentions    | 587   | 34,01  |    |   |  |  |
| Votants        | Votants            | Votants        | 1 139 | 65,99  |    |   |  |  |
| Blancs et nuls | Blancs et nuls     | Blancs et nuls | 43    | 3,78   |    |   |  |  |
| Exprimés       | Exprimés           | Exprimés       | 1 096 | 96,22  |    |   |  |  |

### Cluny
- Maire sortant : Jean-Luc Delpeuch (PS)
- 27 sièges à pourvoir au conseil municipal (population légale 2011 : 4 689 habitants)
- 20 sièges à pourvoir au conseil communautaire (CC du Clunisois)

| Tête de liste            | Tête de liste       | Liste          | Premier tour | Premier tour | Second tour | Second tour | Sièges | Sièges |
| Tête de liste            | Tête de liste       | Liste          | Voix         | %            | Voix        | %           | CM     | CC     |
| ------------------------ | ------------------- | -------------- | ------------ | ------------ | ----------- | ----------- | ------ | ------ |
|                          | Henri Boniau        | DVD            | 881          | 40,41        | 1 013       | 44,42       | 20     | 14     |
|                          | Jean-Luc Delpeuch * | DVG            | 725          | 33,25        | 827         | 36,27       | 5      | 4      |
|                          | Paul Galland        | DVG            | 574          | 26,33        | 440         | 19,29       | 2      | 2      |
|                          |                     |                |              |              |             |             |        |        |
| Inscrits                 | Inscrits            | Inscrits       | 3 155        | 100,00       | 3 155       | 100,00      |        |        |
| Abstentions              | Abstentions         | Abstentions    | 904          | 28,65        | 826         | 26,18       |        |        |
| Votants                  | Votants             | Votants        | 2 251        | 71,35        | 2 329       | 73,82       |        |        |
| Blancs et nuls           | Blancs et nuls      | Blancs et nuls | 71           | 3,15         | 49          | 2,10        |        |        |
| Exprimés                 | Exprimés            | Exprimés       | 2 180        | 96,85        | 2 280       | 97,90       |        |        |
| * Liste du maire sortant |                     |                |              |              |             |             |        |        |

### Crêches-sur-Saône
- Maire sortant : Daniel Juvanon
- 23 sièges à pourvoir au conseil municipal (population légale 2011 : 2 897 habitants)
- 4 sièges à pourvoir au conseil communautaire (CA Mâconnais Beaujolais Agglomération)

|                | Michel Rosi             | SE             | 827   | 63,32  | 19 | 3 |  |  |
|                | Marie Joubert-laurencin | DVG            | 479   | 36,67  | 4  | 1 |  |  |
|                |                         |                |       |        |    |   |  |  |
| Inscrits       | Inscrits                | Inscrits       | 2 176 | 100,00 |    |   |  |  |
| Abstentions    | Abstentions             | Abstentions    | 806   | 37,04  |    |   |  |  |
| Votants        | Votants                 | Votants        | 1 370 | 62,96  |    |   |  |  |
| Blancs et nuls | Blancs et nuls          | Blancs et nuls | 64    | 4,67   |    |   |  |  |
| Exprimés       | Exprimés                | Exprimés       | 1 306 | 95,33  |    |   |  |  |

### Crissey
- Maire sortant : Jean-Paul Bonin
- 19 sièges à pourvoir au conseil municipal (population légale 2011 : 2 478 habitants)
- 2 sièges à pourvoir au conseil communautaire (CA Le Grand Chalon)

|                | Éric Mermet       | DVD            | 728   | 62,54  | 16 | 2 |  |  |
|                | Patricia Baudrand | DVG            | 436   | 37,45  | 3  |   |  |  |
|                |                   |                |       |        |    |   |  |  |
| Inscrits       | Inscrits          | Inscrits       | 1 833 | 100,00 |    |   |  |  |
| Abstentions    | Abstentions       | Abstentions    | 601   | 32,79  |    |   |  |  |
| Votants        | Votants           | Votants        | 1 232 | 67,21  |    |   |  |  |
| Blancs et nuls | Blancs et nuls    | Blancs et nuls | 68    | 5,52   |    |   |  |  |
| Exprimés       | Exprimés          | Exprimés       | 1 164 | 94,48  |    |   |  |  |

### Cuiseaux
- Maire sortant : Daniel Bertin
- 19 sièges à pourvoir au conseil municipal (population légale 2011 : 1 812 habitants)
- 7 sièges à pourvoir au conseil communautaire (CC Bresse Louhannaise Intercom')

|                          | Daniel Bertin * | MoDem          | 602   | 100,00 | 19 | 7 |  |  |
|                          |                 |                |       |        |    |   |  |  |
| Inscrits                 | Inscrits        | Inscrits       | 1 330 | 100,00 |    |   |  |  |
| Abstentions              | Abstentions     | Abstentions    | 523   | 39,32  |    |   |  |  |
| Votants                  | Votants         | Votants        | 807   | 60,68  |    |   |  |  |
| Blancs et nuls           | Blancs et nuls  | Blancs et nuls | 205   | 25,40  |    |   |  |  |
| Exprimés                 | Exprimés        | Exprimés       | 602   | 74,60  |    |   |  |  |
| * Liste du maire sortant |                 |                |       |        |    |   |  |  |

### Cuisery
- Maire sortant : Jean-Marc Lehré
- 19 sièges à pourvoir au conseil municipal (population légale 2011 : 1 652 habitants)
- 3 sièges à pourvoir au conseil communautaire (CC Terres de Bresse)

|                          | Jean-Marc Lehré * | DVD            | 529   | 100,00 | 19 | 3 |  |  |
|                          |                   |                |       |        |    |   |  |  |
| Inscrits                 | Inscrits          | Inscrits       | 1 163 | 100,00 |    |   |  |  |
| Abstentions              | Abstentions       | Abstentions    | 497   | 42,73  |    |   |  |  |
| Votants                  | Votants           | Votants        | 666   | 57,27  |    |   |  |  |
| Blancs et nuls           | Blancs et nuls    | Blancs et nuls | 137   | 20,57  |    |   |  |  |
| Exprimés                 | Exprimés          | Exprimés       | 529   | 79,43  |    |   |  |  |
| * Liste du maire sortant |                   |                |       |        |    |   |  |  |

### Demigny
- Maire sortant : Maurice Naigeon
- 19 sièges à pourvoir au conseil municipal (population légale 2011 : 1 769 habitants)
- 1 sièges à pourvoir au conseil communautaire (CA Le Grand Chalon)

|                          | Maurice Naigeon * | DVD            | 479   | 54,99  | 15 | 1 |  |  |
|                          | Laurent Van Assel | DVG            | 392   | 45,00  | 4  |   |  |  |
|                          |                   |                |       |        |    |   |  |  |
| Inscrits                 | Inscrits          | Inscrits       | 1 301 | 100,00 |    |   |  |  |
| Abstentions              | Abstentions       | Abstentions    | 385   | 29,59  |    |   |  |  |
| Votants                  | Votants           | Votants        | 916   | 70,41  |    |   |  |  |
| Blancs et nuls           | Blancs et nuls    | Blancs et nuls | 45    | 4,91   |    |   |  |  |
| Exprimés                 | Exprimés          | Exprimés       | 871   | 95,09  |    |   |  |  |
| * Liste du maire sortant |                   |                |       |        |    |   |  |  |

### Digoin
- Maire sortant : Maxime Castagna (UMP)
- 29 sièges à pourvoir au conseil municipal (population légale 2011 : 8 146 habitants)
- 17 sièges à pourvoir au conseil communautaire (CC Le Grand Charolais)

|                | Fabien Genet     | DVD            | 2 439 | 65,05  | 24 | 14 |  |  |
|                | Philomène Baccot | PS-PCF-EELV    | 1 310 | 34,94  | 5  | 3  |  |  |
|                |                  |                |       |        |    |    |  |  |
| Inscrits       | Inscrits         | Inscrits       | 5 526 | 100,00 |    |    |  |  |
| Abstentions    | Abstentions      | Abstentions    | 1 628 | 29,46  |    |    |  |  |
| Votants        | Votants          | Votants        | 3 898 | 70,54  |    |    |  |  |
| Blancs et nuls | Blancs et nuls   | Blancs et nuls | 149   | 3,82   |    |    |  |  |
| Exprimés       | Exprimés         | Exprimés       | 3 749 | 96,18  |    |    |  |  |

### Écuisses
- Maire sortant : Edith Calderon  (PS)
- 19 sièges à pourvoir au conseil municipal (population légale 2011 : 1 663 habitants)
- 1 sièges à pourvoir au conseil communautaire (CU Creusot Montceau)

| Tête de liste            | Tête de liste    | Liste          | Premier tour | Premier tour | Second tour | Second tour | Sièges | Sièges |
| Tête de liste            | Tête de liste    | Liste          | Voix         | %            | Voix        | %           | CM     | CC     |
| ------------------------ | ---------------- | -------------- | ------------ | ------------ | ----------- | ----------- | ------ | ------ |
|                          | Edith Calderon * | DVG            | 340          | 42,60        | 375         | 45,67       | 14     | 1      |
|                          | Christian Doucet | DVD            | 293          | 36,71        | 335         | 40,80       | 4      |        |
|                          | Jean Chevalier   | DVD            | 165          | 20,67        | 111         | 13,52       | 1      |        |
|                          |                  |                |              |              |             |             |        |        |
| Inscrits                 | Inscrits         | Inscrits       | 1 357        | 100,00       | 1 357       | 100,00      |        |        |
| Abstentions              | Abstentions      | Abstentions    | 514          | 37,88        | 509         | 37,51       |        |        |
| Votants                  | Votants          | Votants        | 843          | 62,12        | 848         | 62,49       |        |        |
| Blancs et nuls           | Blancs et nuls   | Blancs et nuls | 45           | 5,34         | 27          | 3,18        |        |        |
| Exprimés                 | Exprimés         | Exprimés       | 798          | 94,66        | 821         | 96,82       |        |        |
| * Liste du maire sortant |                  |                |              |              |             |             |        |        |

### Épervans
- Maire sortant : Éric Michoux
- 19 sièges à pourvoir au conseil municipal (population légale 2011 : 1 587 habitants)
- 1 sièges à pourvoir au conseil communautaire (CA Le Grand Chalon)

|                          | Éric Michoux * | DVD            | 566   | 100,00 | 19 | 1 |  |  |
|                          |                |                |       |        |    |   |  |  |
| Inscrits                 | Inscrits       | Inscrits       | 1 305 | 100,00 |    |   |  |  |
| Abstentions              | Abstentions    | Abstentions    | 607   | 46,51  |    |   |  |  |
| Votants                  | Votants        | Votants        | 698   | 53,49  |    |   |  |  |
| Blancs et nuls           | Blancs et nuls | Blancs et nuls | 132   | 18,91  |    |   |  |  |
| Exprimés                 | Exprimés       | Exprimés       | 566   | 81,09  |    |   |  |  |
| * Liste du maire sortant |                |                |       |        |    |   |  |  |

### Épinac
- Maire sortant : Jean-François Nicolas
- 19 sièges à pourvoir au conseil municipal (population légale 2011 : 2 331 habitants)
- 5 sièges à pourvoir au conseil communautaire (CC du Grand Autunois Morvan)

|                | Claude Merckel    | SE             | 631   | 56,79  | 15 | 4 |  |  |
|                | Nathalie Grosbois | DVG            | 480   | 43,20  | 4  | 1 |  |  |
|                |                   |                |       |        |    |   |  |  |
| Inscrits       | Inscrits          | Inscrits       | 1 790 | 100,00 |    |   |  |  |
| Abstentions    | Abstentions       | Abstentions    | 588   | 32,85  |    |   |  |  |
| Votants        | Votants           | Votants        | 1 202 | 67,15  |    |   |  |  |
| Blancs et nuls | Blancs et nuls    | Blancs et nuls | 91    | 7,57   |    |   |  |  |
| Exprimés       | Exprimés          | Exprimés       | 1 111 | 92,43  |    |   |  |  |

### Étang-sur-Arroux
- Maire sortant : Robert Jacquemard
- 19 sièges à pourvoir au conseil municipal (population légale 2011 : 1 965 habitants)
- 8 sièges à pourvoir au conseil communautaire (CC du Grand Autunois Morvan)

|                | Dominique Commeau | SE             | 677   | 100,00 | 19 | 8 |  |  |
|                |                   |                |       |        |    |   |  |  |
| Inscrits       | Inscrits          | Inscrits       | 1 477 | 100,00 |    |   |  |  |
| Abstentions    | Abstentions       | Abstentions    | 475   | 32,16  |    |   |  |  |
| Votants        | Votants           | Votants        | 1 002 | 67,84  |    |   |  |  |
| Blancs et nuls | Blancs et nuls    | Blancs et nuls | 325   | 32,44  |    |   |  |  |
| Exprimés       | Exprimés          | Exprimés       | 677   | 67,56  |    |   |  |  |

### Fontaines
- Maire sortant : Jean-Claude Gress
- 19 sièges à pourvoir au conseil municipal (population légale 2011 : 2 006 habitants)
- 2 sièges à pourvoir au conseil communautaire (CA Le Grand Chalon)

| Tête de liste            | Tête de liste       | Liste          | Premier tour | Premier tour | Second tour | Second tour | Sièges | Sièges |
| Tête de liste            | Tête de liste       | Liste          | Voix         | %            | Voix        | %           | CM     | CC     |
| ------------------------ | ------------------- | -------------- | ------------ | ------------ | ----------- | ----------- | ------ | ------ |
|                          | Jean-Claude Gress * | DVD            | 522          | 48,64        | 532         | 48,80       | 15     | 2      |
|                          | Claude D'aix        | UDI            | 342          | 31,87        | 351         | 32,20       | 3      |        |
|                          | David Camus         | DVG            | 209          | 19,47        | 207         | 18,99       | 1      |        |
|                          |                     |                |              |              |             |             |        |        |
| Inscrits                 | Inscrits            | Inscrits       | 1 542        | 100,00       | 1 542       | 100,00      |        |        |
| Abstentions              | Abstentions         | Abstentions    | 429          | 27,82        | 431         | 27,95       |        |        |
| Votants                  | Votants             | Votants        | 1 113        | 72,18        | 1 111       | 72,05       |        |        |
| Blancs et nuls           | Blancs et nuls      | Blancs et nuls | 40           | 3,59         | 21          | 1,89        |        |        |
| Exprimés                 | Exprimés            | Exprimés       | 1 073        | 96,41        | 1 090       | 98,11       |        |        |
| * Liste du maire sortant |                     |                |              |              |             |             |        |        |

### Gergy
- Maire sortant : Daniel Galland
- 23 sièges à pourvoir au conseil municipal (population légale 2011 : 2 575 habitants)
- 2 sièges à pourvoir au conseil communautaire (CA Le Grand Chalon)

|                | Philippe Fournier | DVG            | 921   | 69,82  | 20 | 2 |  |  |
|                | Claude Franoux    | DVD            | 398   | 30,17  | 3  |   |  |  |
|                |                   |                |       |        |    |   |  |  |
| Inscrits       | Inscrits          | Inscrits       | 1 959 | 100,00 |    |   |  |  |
| Abstentions    | Abstentions       | Abstentions    | 520   | 26,54  |    |   |  |  |
| Votants        | Votants           | Votants        | 1 439 | 73,46  |    |   |  |  |
| Blancs et nuls | Blancs et nuls    | Blancs et nuls | 120   | 8,34   |    |   |  |  |
| Exprimés       | Exprimés          | Exprimés       | 1 319 | 91,66  |    |   |  |  |

### Givry
- Maire sortant : Daniel Villeret (PS)
- 27 sièges à pourvoir au conseil municipal (population légale 2011 : 3 694 habitants)
- 2 sièges à pourvoir au conseil communautaire (CA Le Grand Chalon)

|                          | Juliette Metenier-Dupont | DVD            | 1 335 | 60,93  | 22 | 2 |  |  |
|                          | Daniel Villeret *        | PS             | 856   | 39,06  | 5  |   |  |  |
|                          |                          |                |       |        |    |   |  |  |
| Inscrits                 | Inscrits                 | Inscrits       | 3 111 | 100,00 |    |   |  |  |
| Abstentions              | Abstentions              | Abstentions    | 813   | 26,13  |    |   |  |  |
| Votants                  | Votants                  | Votants        | 2 298 | 73,87  |    |   |  |  |
| Blancs et nuls           | Blancs et nuls           | Blancs et nuls | 107   | 4,66   |    |   |  |  |
| Exprimés                 | Exprimés                 | Exprimés       | 2 191 | 95,34  |    |   |  |  |
| * Liste du maire sortant |                          |                |       |        |    |   |  |  |

### Gueugnon
- Maire sortant : Dominique Lotte (PS)
- 29 sièges à pourvoir au conseil municipal (population légale 2011 : 7 386 habitants)
- 15 sièges à pourvoir au conseil communautaire (CC entre Arroux, Loire et Somme)

| Tête de liste            | Tête de liste     | Liste          | Premier tour | Premier tour | Second tour | Second tour | Sièges | Sièges |
| Tête de liste            | Tête de liste     | Liste          | Voix         | %            | Voix        | %           | CM     | CC     |
| ------------------------ | ----------------- | -------------- | ------------ | ------------ | ----------- | ----------- | ------ | ------ |
|                          | Dominique Lotte * | PS             | 1 763        | 45,06        | 2 007       | 51,10       | 23     | 12     |
|                          | Sylvain Rameau    | DVD            | 1 058        | 27,04        | 1 488       | 37,89       | 5      | 3      |
|                          | Alain Bailly      | DVG            | 663          | 16,94        |             |             |        |        |
|                          | Isabelle Voillot  | FG             | 428          | 10,94        | 432         | 11,00       | 1      |        |
|                          |                   |                |              |              |             |             |        |        |
| Inscrits                 | Inscrits          | Inscrits       | 5 783        | 100,00       | 5 779       | 100,00      |        |        |
| Abstentions              | Abstentions       | Abstentions    | 1 744        | 30,16        | 1 754       | 30,35       |        |        |
| Votants                  | Votants           | Votants        | 4 039        | 69,84        | 4 025       | 69,65       |        |        |
| Blancs et nuls           | Blancs et nuls    | Blancs et nuls | 127          | 3,14         | 98          | 2,43        |        |        |
| Exprimés                 | Exprimés          | Exprimés       | 3 912        | 96,86        | 3 927       | 97,57       |        |        |
| * Liste du maire sortant |                   |                |              |              |             |             |        |        |

### Hurigny
- Maire sortant : Jean-Louis Curtenel
- 19 sièges à pourvoir au conseil municipal (population légale 2011 : 1 932 habitants)
- 2 sièges à pourvoir au conseil communautaire (CA Mâconnais Beaujolais Agglomération)

|                | Dominique Deynoux | DVD            | 677   | 100,00 | 19 | 2 |  |  |
|                |                   |                |       |        |    |   |  |  |
| Inscrits       | Inscrits          | Inscrits       | 1 320 | 100,00 |    |   |  |  |
| Abstentions    | Abstentions       | Abstentions    | 517   | 39,17  |    |   |  |  |
| Votants        | Votants           | Votants        | 803   | 60,83  |    |   |  |  |
| Blancs et nuls | Blancs et nuls    | Blancs et nuls | 126   | 15,69  |    |   |  |  |
| Exprimés       | Exprimés          | Exprimés       | 677   | 84,31  |    |   |  |  |

### La Chapelle-de-Guinchay
- Maire sortant : Jean-François Gueritaine (DVD)
- 27 sièges à pourvoir au conseil municipal (population légale 2011 : 3 829 habitants)
- 5 sièges à pourvoir au conseil communautaire (CA Mâconnais Beaujolais Agglomération)

|                          | Jean-François Gueritaine * | SE             | 1 031 | 100,00 | 27 | 5 |  |  |
|                          |                            |                |       |        |    |   |  |  |
| Inscrits                 | Inscrits                   | Inscrits       | 2 540 | 100,00 |    |   |  |  |
| Abstentions              | Abstentions                | Abstentions    | 1 263 | 49,72  |    |   |  |  |
| Votants                  | Votants                    | Votants        | 1 277 | 50,28  |    |   |  |  |
| Blancs et nuls           | Blancs et nuls             | Blancs et nuls | 246   | 19,26  |    |   |  |  |
| Exprimés                 | Exprimés                   | Exprimés       | 1 031 | 80,74  |    |   |  |  |
| * Liste du maire sortant |                            |                |       |        |    |   |  |  |

### La Clayette
- Maire sortant : Hugues Godard
- 19 sièges à pourvoir au conseil municipal (population légale 2011 : 1 829 habitants)
- 5 sièges à pourvoir au conseil communautaire (CC La Clayette Chauffailles en Brionnais)

|                | Daniel Laroche | DVD            | 449   | 63,32  | 16 | 4 |  |  |
|                | Guy Prevost    | SE             | 260   | 36,67  | 3  | 1 |  |  |
|                |                |                |       |        |    |   |  |  |
| Inscrits       | Inscrits       | Inscrits       | 1 313 | 100,00 |    |   |  |  |
| Abstentions    | Abstentions    | Abstentions    | 527   | 40,14  |    |   |  |  |
| Votants        | Votants        | Votants        | 786   | 59,86  |    |   |  |  |
| Blancs et nuls | Blancs et nuls | Blancs et nuls | 77    | 9,80   |    |   |  |  |
| Exprimés       | Exprimés       | Exprimés       | 709   | 90,20  |    |   |  |  |

### Le Breuil
- Maire sortant : Chantal Cordelier (PS)
- 27 sièges à pourvoir au conseil municipal (population légale 2011 : 3 622 habitants)
- 2 sièges à pourvoir au conseil communautaire (CU Creusot Montceau)

|                          | Chantal Cordelier * | PS-PCF-EELV    | 988   | 100,00 | 27 | 2 |  |  |
|                          |                     |                |       |        |    |   |  |  |
| Inscrits                 | Inscrits            | Inscrits       | 3 042 | 100,00 |    |   |  |  |
| Abstentions              | Abstentions         | Abstentions    | 1 465 | 48,16  |    |   |  |  |
| Votants                  | Votants             | Votants        | 1 577 | 51,84  |    |   |  |  |
| Blancs et nuls           | Blancs et nuls      | Blancs et nuls | 589   | 37,35  |    |   |  |  |
| Exprimés                 | Exprimés            | Exprimés       | 988   | 62,65  |    |   |  |  |
| * Liste du maire sortant |                     |                |       |        |    |   |  |  |

### Le Creusot
- Maire sortant : André Billardon (PS)
- 35 sièges à pourvoir au conseil municipal (population légale 2011 : 22 620 habitants)
- 14 sièges à pourvoir au conseil communautaire (CU Creusot Montceau)

| Tête de liste            | Tête de liste           | Liste          | Premier tour | Premier tour | Second tour | Second tour | Sièges | Sièges |
| Tête de liste            | Tête de liste           | Liste          | Voix         | %            | Voix        | %           | CM     | CC     |
| ------------------------ | ----------------------- | -------------- | ------------ | ------------ | ----------- | ----------- | ------ | ------ |
|                          | André Billardon *       | PS-PCF-EELV    | 3 863        | 49,17        | 4 121       | 51,99       | 27     | 11     |
|                          | Charles Landre          | SE             | 2 983        | 37,97        | 3 805       | 48,00       | 8      | 3      |
|                          | Pierre-Étienne Graffard | EELV           | 672          | 8,55         |             |             |        |        |
|                          | Julie Lucotte           | LO             | 337          | 4,29         |             |             |        |        |
|                          |                         |                |              |              |             |             |        |        |
| Inscrits                 | Inscrits                | Inscrits       | 14 944       | 100,00       | 14 945      | 100,00      |        |        |
| Abstentions              | Abstentions             | Abstentions    | 6 701        | 44,84        | 6 660       | 44,56       |        |        |
| Votants                  | Votants                 | Votants        | 8 243        | 55,16        | 8 285       | 55,44       |        |        |
| Blancs et nuls           | Blancs et nuls          | Blancs et nuls | 388          | 4,71         | 359         | 4,33        |        |        |
| Exprimés                 | Exprimés                | Exprimés       | 7 855        | 95,29        | 7 926       | 95,67       |        |        |
| * Liste du maire sortant |                         |                |              |              |             |             |        |        |

### Louhans
- Maire sortant : Monique Bonin (PS)
- 29 sièges à pourvoir au conseil municipal (population légale 2011 : 6 551 habitants)
- 10 sièges à pourvoir au conseil communautaire (CC Bresse Louhannaise Intercom')

| Tête de liste            | Tête de liste          | Liste          | Premier tour | Premier tour | Second tour | Second tour | Sièges | Sièges |
| Tête de liste            | Tête de liste          | Liste          | Voix         | %            | Voix        | %           | CM     | CC     |
| ------------------------ | ---------------------- | -------------- | ------------ | ------------ | ----------- | ----------- | ------ | ------ |
|                          | Frédéric Bouchet       | DVD            | 1 092        | 36,47        | 1 442       | 45,71       | 22     | 8      |
|                          | Marie-Françoise Muller | DVG            | 873          | 29,15        | 891         | 28,24       | 4      | 1      |
|                          | Monique Bonin *        | DVG            | 847          | 28,28        | 821         | 26,03       | 3      | 1      |
|                          | Sébastien Alloin       | FN             | 182          | 6,07         |             |             |        |        |
|                          |                        |                |              |              |             |             |        |        |
| Inscrits                 | Inscrits               | Inscrits       | 4 739        | 100,00       | 4 738       | 100,00      |        |        |
| Abstentions              | Abstentions            | Abstentions    | 1 635        | 34,50        | 1 478       | 31,19       |        |        |
| Votants                  | Votants                | Votants        | 3 104        | 65,50        | 3 260       | 68,81       |        |        |
| Blancs et nuls           | Blancs et nuls         | Blancs et nuls | 110          | 3,54         | 106         | 3,25        |        |        |
| Exprimés                 | Exprimés               | Exprimés       | 2 994        | 96,46        | 3 154       | 96,75       |        |        |
| * Liste du maire sortant |                        |                |              |              |             |             |        |        |

### Lux
- Maire sortant : Denis Evrard
- 19 sièges à pourvoir au conseil municipal (population légale 2011 : 1 905 habitants)
- 1 sièges à pourvoir au conseil communautaire (CA Le Grand Chalon)

|                          | Denis Evrard * | PS             | 491   | 56,82  | 15 | 1 |  |  |
|                          | François Prot  | DVD            | 373   | 43,17  | 4  |   |  |  |
|                          |                |                |       |        |    |   |  |  |
| Inscrits                 | Inscrits       | Inscrits       | 1 301 | 100,00 |    |   |  |  |
| Abstentions              | Abstentions    | Abstentions    | 392   | 30,13  |    |   |  |  |
| Votants                  | Votants        | Votants        | 909   | 69,87  |    |   |  |  |
| Blancs et nuls           | Blancs et nuls | Blancs et nuls | 45    | 4,95   |    |   |  |  |
| Exprimés                 | Exprimés       | Exprimés       | 864   | 95,05  |    |   |  |  |
| * Liste du maire sortant |                |                |       |        |    |   |  |  |

### Mâcon
- Maire sortant : Jean-Patrick Courtois (UMP)
- 39 sièges à pourvoir au conseil municipal (population légale 2011 : 33 730 habitants)
- 31 sièges à pourvoir au conseil communautaire (CA Mâconnais Beaujolais Agglomération)

|                          | Jean-Patrick Courtois * | UMP-UDI        | 7 127  | 65,81  | 33 | 26 |  |  |
|                          | Jacques Boucaud         | PS             | 2 122  | 19,59  | 4  | 3  |  |  |
|                          | Eve Comtet Sorabella    | FG             | 813    | 7,50   | 1  | 1  |  |  |
|                          | Corinne Mossire         | FN             | 767    | 7,08   | 1  | 1  |  |  |
|                          |                         |                |        |        |    |    |  |  |
| Inscrits                 | Inscrits                | Inscrits       | 21 535 | 100,00 |    |    |  |  |
| Abstentions              | Abstentions             | Abstentions    | 10 439 | 48,47  |    |    |  |  |
| Votants                  | Votants                 | Votants        | 11 096 | 51,53  |    |    |  |  |
| Blancs et nuls           | Blancs et nuls          | Blancs et nuls | 267    | 2,41   |    |    |  |  |
| Exprimés                 | Exprimés                | Exprimés       | 10 829 | 97,59  |    |    |  |  |
| * Liste du maire sortant |                         |                |        |        |    |    |  |  |

### Marcigny
- Maire sortant : Louis Poncet
- 19 sièges à pourvoir au conseil municipal (population légale 2011 : 1 900 habitants)
- 5 sièges à pourvoir au conseil communautaire (CC de Marcigny)

|                          | Louis Poncet * | DVG            | 573   | 100,00 | 19 | 5 |  |  |
|                          |                |                |       |        |    |   |  |  |
| Inscrits                 | Inscrits       | Inscrits       | 1 417 | 100,00 |    |   |  |  |
| Abstentions              | Abstentions    | Abstentions    | 646   | 45,59  |    |   |  |  |
| Votants                  | Votants        | Votants        | 771   | 54,41  |    |   |  |  |
| Blancs et nuls           | Blancs et nuls | Blancs et nuls | 198   | 25,68  |    |   |  |  |
| Exprimés                 | Exprimés       | Exprimés       | 573   | 74,32  |    |   |  |  |
| * Liste du maire sortant |                |                |       |        |    |   |  |  |

### Montceau-les-Mines
- Maire sortant : Didier Mathus (PS)
- 33 sièges à pourvoir au conseil municipal (population légale 2011 : 19 124 habitants)
- 12 sièges à pourvoir au conseil communautaire (CU Creusot Montceau)

| Tête de liste            | Tête de liste       | Liste          | Premier tour | Premier tour | Second tour | Second tour | Sièges | Sièges |
| Tête de liste            | Tête de liste       | Liste          | Voix         | %            | Voix        | %           | CM     | CC     |
| ------------------------ | ------------------- | -------------- | ------------ | ------------ | ----------- | ----------- | ------ | ------ |
|                          | Marie-Claude Jarrot | DVD            | 2 824        | 41,27        | 3 835       | 50,36       | 25     | 9      |
|                          | Didier Mathus *     | PS-PCF-EELV    | 2 528        | 36,94        | 3 106       | 40,78       | 7      | 3      |
|                          | Lilian Noirot       | FN             | 989          | 14,45        | 674         | 8,85        | 1      |        |
|                          | André Gillot        | FG             | 501          | 7,32         |             |             |        |        |
|                          |                     |                |              |              |             |             |        |        |
| Inscrits                 | Inscrits            | Inscrits       | 12 767       | 100,00       | 12 766      | 100,00      |        |        |
| Abstentions              | Abstentions         | Abstentions    | 5 681        | 44,50        | 4 942       | 38,71       |        |        |
| Votants                  | Votants             | Votants        | 7 086        | 55,50        | 7 824       | 61,29       |        |        |
| Blancs et nuls           | Blancs et nuls      | Blancs et nuls | 244          | 3,44         | 209         | 2,67        |        |        |
| Exprimés                 | Exprimés            | Exprimés       | 6 842        | 96,56        | 7 615       | 97,33       |        |        |
| * Liste du maire sortant |                     |                |              |              |             |             |        |        |

### Montcenis
- Maire sortant : Michel Rey
- 19 sièges à pourvoir au conseil municipal (population légale 2011 : 2 208 habitants)
- 1 sièges à pourvoir au conseil communautaire (CU Creusot Montceau)

|                          | Michel Rey *   | UMP            | 903   | 68,98  | 16 | 1 |  |  |
|                          | Karim Khatri   | DVG            | 406   | 31,03  | 3  |   |  |  |
|                          |                |                |       |        |    |   |  |  |
| Inscrits                 | Inscrits       | Inscrits       | 1 825 | 100,00 |    |   |  |  |
| Abstentions              | Abstentions    | Abstentions    | 473   | 25,92  |    |   |  |  |
| Votants                  | Votants        | Votants        | 1 352 | 74,08  |    |   |  |  |
| Blancs et nuls           | Blancs et nuls | Blancs et nuls | 43    | 3,18   |    |   |  |  |
| Exprimés                 | Exprimés       | Exprimés       | 1 309 | 96,82  |    |   |  |  |
| * Liste du maire sortant |                |                |       |        |    |   |  |  |

### Montchanin
- Maire sortant : Jean-Yves Vernochet (DVG)
- 29 sièges à pourvoir au conseil municipal (population légale 2011 : 5 388 habitants)
- 3 sièges à pourvoir au conseil communautaire (CU Creusot Montceau)

| Tête de liste            | Tête de liste         | Liste          | Premier tour | Premier tour | Second tour | Second tour | Sièges | Sièges |
| Tête de liste            | Tête de liste         | Liste          | Voix         | %            | Voix        | %           | CM     | CC     |
| ------------------------ | --------------------- | -------------- | ------------ | ------------ | ----------- | ----------- | ------ | ------ |
|                          | Jean Yves Vernochet * | PS             | 1 164        | 48,31        | 1 277       | 51,16       | 22     | 2      |
|                          | Josiane Genevois      | SE             | 887          | 36,82        | 992         | 39,74       | 6      | 1      |
|                          | Alain Guiberteau      | SE             | 358          | 14,86        | 227         | 9,09        | 1      |        |
|                          |                       |                |              |              |             |             |        |        |
| Inscrits                 | Inscrits              | Inscrits       | 3 876        | 100,00       | 3 876       | 100,00      |        |        |
| Abstentions              | Abstentions           | Abstentions    | 1 356        | 34,98        | 1 299       | 33,51       |        |        |
| Votants                  | Votants               | Votants        | 2 520        | 65,02        | 2 577       | 66,49       |        |        |
| Blancs et nuls           | Blancs et nuls        | Blancs et nuls | 111          | 4,40         | 81          | 3,14        |        |        |
| Exprimés                 | Exprimés              | Exprimés       | 2 409        | 95,60        | 2 496       | 96,86       |        |        |
| * Liste du maire sortant |                       |                |              |              |             |             |        |        |

### Ouroux-sur-Saône
- Maire sortant : Georges Dangin
- 23 sièges à pourvoir au conseil municipal (population légale 2011 : 3 000 habitants)
- 7 sièges à pourvoir au conseil communautaire (CC Terres de Bresse)

|                | Jean-Michel Desmard | DVD            | 1 109 | 72,01  | 20 | 6 |  |  |
|                | René Jaillet        | DVG            | 431   | 27,98  | 3  | 1 |  |  |
|                |                     |                |       |        |    |   |  |  |
| Inscrits       | Inscrits            | Inscrits       | 2 203 | 100,00 |    |   |  |  |
| Abstentions    | Abstentions         | Abstentions    | 584   | 26,51  |    |   |  |  |
| Votants        | Votants             | Votants        | 1 619 | 73,49  |    |   |  |  |
| Blancs et nuls | Blancs et nuls      | Blancs et nuls | 79    | 4,88   |    |   |  |  |
| Exprimés       | Exprimés            | Exprimés       | 1 540 | 95,12  |    |   |  |  |

### Palinges
- Maire sortant : Annie Pallot
- 19 sièges à pourvoir au conseil municipal (population légale 2011 : 1 540 habitants)
- 5 sièges à pourvoir au conseil communautaire (CC Le Grand Charolais)

|                          | Paul Lorton    | DVG            | 437   | 51,71  | 15 | 4 |  |  |
|                          | Annie Pallot * | PS             | 408   | 48,28  | 4  | 1 |  |  |
|                          |                |                |       |        |    |   |  |  |
| Inscrits                 | Inscrits       | Inscrits       | 1 111 | 100,00 |    |   |  |  |
| Abstentions              | Abstentions    | Abstentions    | 216   | 19,44  |    |   |  |  |
| Votants                  | Votants        | Votants        | 895   | 80,56  |    |   |  |  |
| Blancs et nuls           | Blancs et nuls | Blancs et nuls | 50    | 5,59   |    |   |  |  |
| Exprimés                 | Exprimés       | Exprimés       | 845   | 94,41  |    |   |  |  |
| * Liste du maire sortant |                |                |       |        |    |   |  |  |

### Paray-le-Monial
- Maire sortant : Jean-Marc Nesme (UMP)
- 29 sièges à pourvoir au conseil municipal (population légale 2011 : 9 094 habitants)
- 18 sièges à pourvoir au conseil communautaire (CC Le Grand Charolais)

|                          | Jean-Marc Nesme * | DVD            | 2 955 | 78,86  | 26 | 16 |  |  |
|                          | Chewki Mahrez     | DVG            | 792   | 21,13  | 3  | 2  |  |  |
|                          |                   |                |       |        |    |    |  |  |
| Inscrits                 | Inscrits          | Inscrits       | 7 395 | 100,00 |    |    |  |  |
| Abstentions              | Abstentions       | Abstentions    | 3 247 | 43,91  |    |    |  |  |
| Votants                  | Votants           | Votants        | 4 148 | 56,09  |    |    |  |  |
| Blancs et nuls           | Blancs et nuls    | Blancs et nuls | 401   | 9,67   |    |    |  |  |
| Exprimés                 | Exprimés          | Exprimés       | 3 747 | 90,33  |    |    |  |  |
| * Liste du maire sortant |                   |                |       |        |    |    |  |  |

### Perrecy-les-Forges
- Maire sortant : Claudius Michel
- 19 sièges à pourvoir au conseil municipal (population légale 2011 : 1 731 habitants)
- 1 sièges à pourvoir au conseil communautaire (CU Creusot Montceau)

|                          | Claudius Michel * | DVD            | 583   | 64,49  | 16 | 1 |  |  |
|                          | Jean-Paul Baudin  | SE             | 321   | 35,50  | 3  |   |  |  |
|                          |                   |                |       |        |    |   |  |  |
| Inscrits                 | Inscrits          | Inscrits       | 1 249 | 100,00 |    |   |  |  |
| Abstentions              | Abstentions       | Abstentions    | 304   | 24,34  |    |   |  |  |
| Votants                  | Votants           | Votants        | 945   | 75,66  |    |   |  |  |
| Blancs et nuls           | Blancs et nuls    | Blancs et nuls | 41    | 4,34   |    |   |  |  |
| Exprimés                 | Exprimés          | Exprimés       | 904   | 95,66  |    |   |  |  |
| * Liste du maire sortant |                   |                |       |        |    |   |  |  |

### Pierre-de-Bresse
- Maire sortant : Claudette Jaillet
- 19 sièges à pourvoir au conseil municipal (population légale 2011 : 1 966 habitants)
- 8 sièges à pourvoir au conseil communautaire (CC Bresse Nord Intercom')

|                          | Claudette Jaillet * | DVD            | 552   | 50,68  | 15 | 6 |  |  |
|                          | Denis Lamard        | DVG            | 389   | 35,72  | 3  | 2 |  |  |
|                          | Évelyne Balandra    | DVD            | 148   | 13,59  | 1  |   |  |  |
|                          |                     |                |       |        |    |   |  |  |
| Inscrits                 | Inscrits            | Inscrits       | 1 467 | 100,00 |    |   |  |  |
| Abstentions              | Abstentions         | Abstentions    | 338   | 23,04  |    |   |  |  |
| Votants                  | Votants             | Votants        | 1 129 | 76,96  |    |   |  |  |
| Blancs et nuls           | Blancs et nuls      | Blancs et nuls | 40    | 3,54   |    |   |  |  |
| Exprimés                 | Exprimés            | Exprimés       | 1 089 | 96,46  |    |   |  |  |
| * Liste du maire sortant |                     |                |       |        |    |   |  |  |

### Prissé
- Maire sortant : Michel Daventure
- 19 sièges à pourvoir au conseil municipal (population légale 2011 : 1 824 habitants)
- 1 sièges à pourvoir au conseil communautaire (CA Mâconnais Beaujolais Agglomération)

|                          | Michel Daventure * | SE             | 571   | 100,00 | 19 | 1 |  |  |
|                          |                    |                |       |        |    |   |  |  |
| Inscrits                 | Inscrits           | Inscrits       | 1 288 | 100,00 |    |   |  |  |
| Abstentions              | Abstentions        | Abstentions    | 596   | 46,27  |    |   |  |  |
| Votants                  | Votants            | Votants        | 692   | 53,73  |    |   |  |  |
| Blancs et nuls           | Blancs et nuls     | Blancs et nuls | 121   | 17,49  |    |   |  |  |
| Exprimés                 | Exprimés           | Exprimés       | 571   | 82,51  |    |   |  |  |
| * Liste du maire sortant |                    |                |       |        |    |   |  |  |

### Romanèche-Thorins
- Maire sortant : Maurice Cochet
- 19 sièges à pourvoir au conseil municipal (population légale 2011 : 1 905 habitants)
- 3 sièges à pourvoir au conseil communautaire (CA Mâconnais Beaujolais Agglomération)

|                          | Maurice Cochet * | DVD            | 536   | 58,45  | 15 | 2 |  |  |
|                          | Michel Crozet    | MoDem          | 381   | 41,54  | 4  | 1 |  |  |
|                          |                  |                |       |        |    |   |  |  |
| Inscrits                 | Inscrits         | Inscrits       | 1 267 | 100,00 |    |   |  |  |
| Abstentions              | Abstentions      | Abstentions    | 326   | 25,73  |    |   |  |  |
| Votants                  | Votants          | Votants        | 941   | 74,27  |    |   |  |  |
| Blancs et nuls           | Blancs et nuls   | Blancs et nuls | 24    | 2,55   |    |   |  |  |
| Exprimés                 | Exprimés         | Exprimés       | 917   | 97,45  |    |   |  |  |
| * Liste du maire sortant |                  |                |       |        |    |   |  |  |

### Romenay
- Maire sortant : Didier Gerolt
- 19 sièges à pourvoir au conseil municipal (population légale 2011 : 1 647 habitants)
- 3 sièges à pourvoir au conseil communautaire (CC Terres de Bresse)

|                          | Didier Gerolt * | UMP-UDI        | 588   | 71,01  | 17 | 3 |  |  |
|                          | Jérôme Laurent  | UDI            | 240   | 28,98  | 2  |   |  |  |
|                          |                 |                |       |        |    |   |  |  |
| Inscrits                 | Inscrits        | Inscrits       | 1 311 | 100,00 |    |   |  |  |
| Abstentions              | Abstentions     | Abstentions    | 426   | 32,49  |    |   |  |  |
| Votants                  | Votants         | Votants        | 885   | 67,51  |    |   |  |  |
| Blancs et nuls           | Blancs et nuls  | Blancs et nuls | 57    | 6,44   |    |   |  |  |
| Exprimés                 | Exprimés        | Exprimés       | 828   | 93,56  |    |   |  |  |
| * Liste du maire sortant |                 |                |       |        |    |   |  |  |

### Rully
- Maire sortant : François Lotteau
- 19 sièges à pourvoir au conseil municipal (population légale 2011 : 1 578 habitants)
- 1 sièges à pourvoir au conseil communautaire (CA Le Grand Chalon)

|                          | Marc Sonnet        | DVD            | 524   | 54,46  | 15 | 1 |  |  |
|                          | François Lotteau * | PS-PCF-EELV    | 438   | 45,53  | 4  |   |  |  |
|                          |                    |                |       |        |    |   |  |  |
| Inscrits                 | Inscrits           | Inscrits       | 1 388 | 100,00 |    |   |  |  |
| Abstentions              | Abstentions        | Abstentions    | 384   | 27,67  |    |   |  |  |
| Votants                  | Votants            | Votants        | 1 004 | 72,33  |    |   |  |  |
| Blancs et nuls           | Blancs et nuls     | Blancs et nuls | 42    | 4,18   |    |   |  |  |
| Exprimés                 | Exprimés           | Exprimés       | 962   | 95,82  |    |   |  |  |
| * Liste du maire sortant |                    |                |       |        |    |   |  |  |

### Saint-Germain-du-Bois
- Maire sortant : Monique Caillet
- 19 sièges à pourvoir au conseil municipal (population légale 2011 : 1 928 habitants)
- 6 sièges à pourvoir au conseil communautaire (CC Bresse Revermont 71)

| Tête de liste  | Tête de liste    | Liste          | Premier tour | Premier tour | Second tour | Second tour | Sièges | Sièges |
| Tête de liste  | Tête de liste    | Liste          | Voix         | %            | Voix        | %           | CM     | CC     |
| -------------- | ---------------- | -------------- | ------------ | ------------ | ----------- | ----------- | ------ | ------ |
|                | Nadine Robelin   | DVD            | 501          | 47,53        | 594         | 53,56       | 15     | 5      |
|                | Annette Cugnot   | DVD            | 216          | 20,49        | 209         | 18,84       | 2      | 1      |
|                | Laurent Cagne    | SE             | 174          | 16,50        | 146         | 13,16       | 1      |        |
|                | Francine Despres | DVG            | 163          | 15,46        | 160         | 14,42       | 1      |        |
|                |                  |                |              |              |             |             |        |        |
| Inscrits       | Inscrits         | Inscrits       | 1 456        | 100,00       | 1 456       | 100,00      |        |        |
| Abstentions    | Abstentions      | Abstentions    | 346          | 23,76        | 318         | 21,84       |        |        |
| Votants        | Votants          | Votants        | 1 110        | 76,24        | 1 138       | 78,16       |        |        |
| Blancs et nuls | Blancs et nuls   | Blancs et nuls | 56           | 5,05         | 29          | 2,55        |        |        |
| Exprimés       | Exprimés         | Exprimés       | 1 054        | 94,95        | 1 109       | 97,45       |        |        |

### Saint-Germain-du-Plain
- Maire sortant : Alain Doulé
- 19 sièges à pourvoir au conseil municipal (population légale 2011 : 2 183 habitants)
- 5 sièges à pourvoir au conseil communautaire (CC Terres de Bresse)

|                          | Alain Doulé *  | DVG            | 724   | 100,00 | 19 | 5 |  |  |
|                          |                |                |       |        |    |   |  |  |
| Inscrits                 | Inscrits       | Inscrits       | 1 657 | 100,00 |    |   |  |  |
| Abstentions              | Abstentions    | Abstentions    | 682   | 41,16  |    |   |  |  |
| Votants                  | Votants        | Votants        | 975   | 58,84  |    |   |  |  |
| Blancs et nuls           | Blancs et nuls | Blancs et nuls | 251   | 25,74  |    |   |  |  |
| Exprimés                 | Exprimés       | Exprimés       | 724   | 74,26  |    |   |  |  |
| * Liste du maire sortant |                |                |       |        |    |   |  |  |

### Saint-Léger-sur-Dheune
- Maire sortant : Daniel Leriche
- 19 sièges à pourvoir au conseil municipal (population légale 2011 : 1 553 habitants)
- 6 sièges à pourvoir au conseil communautaire (CA Le Grand Chalon)

|                          | Daniel Leriche * | DVD            | 573   | 100,00 | 19 | 6 |  |  |
|                          |                  |                |       |        |    |   |  |  |
| Inscrits                 | Inscrits         | Inscrits       | 1 203 | 100,00 |    |   |  |  |
| Abstentions              | Abstentions      | Abstentions    | 517   | 42,98  |    |   |  |  |
| Votants                  | Votants          | Votants        | 686   | 57,02  |    |   |  |  |
| Blancs et nuls           | Blancs et nuls   | Blancs et nuls | 113   | 16,47  |    |   |  |  |
| Exprimés                 | Exprimés         | Exprimés       | 573   | 83,53  |    |   |  |  |
| * Liste du maire sortant |                  |                |       |        |    |   |  |  |

### Saint-Loup-Géanges
- Maire sortant : Bernard Lacombre
- 19 sièges à pourvoir au conseil municipal (population légale 2011 : 1 589 habitants)

|                          | Bernard Lacombre * | SE             | 504   | 100,00 | 19 |  |  |  |
|                          |                    |                |       |        |    |  |  |  |
| Inscrits                 | Inscrits           | Inscrits       | 1 164 | 100,00 |    |  |  |  |
| Abstentions              | Abstentions        | Abstentions    | 515   | 44,24  |    |  |  |  |
| Votants                  | Votants            | Votants        | 649   | 55,76  |    |  |  |  |
| Blancs et nuls           | Blancs et nuls     | Blancs et nuls | 145   | 22,34  |    |  |  |  |
| Exprimés                 | Exprimés           | Exprimés       | 504   | 77,66  |    |  |  |  |
| * Liste du maire sortant |                    |                |       |        |    |  |  |  |

### Saint-Marcel
- Maire sortant : Jean-Noël Despocq (DVG)
- 29 sièges à pourvoir au conseil municipal (population légale 2011 : 5 816 habitants)
- 3 sièges à pourvoir au conseil communautaire (CA Le Grand Chalon)

| Tête de liste            | Tête de liste       | Liste          | Premier tour | Premier tour | Second tour | Second tour | Sièges | Sièges |
| Tête de liste            | Tête de liste       | Liste          | Voix         | %            | Voix        | %           | CM     | CC     |
| ------------------------ | ------------------- | -------------- | ------------ | ------------ | ----------- | ----------- | ------ | ------ |
|                          | Raymond Burdin      | DVD            | 1 227        | 46,44        | 1 502       | 53,89       | 23     | 2      |
|                          | Jean-Noël Despocq * | PS             | 934          | 35,35        | 1 018       | 36,52       | 5      | 1      |
|                          | Anne-Marie Martin   | DVD            | 481          | 18,20        | 267         | 9,58        | 1      |        |
|                          |                     |                |              |              |             |             |        |        |
| Inscrits                 | Inscrits            | Inscrits       | 4 447        | 100,00       | 4 447       | 100,00      |        |        |
| Abstentions              | Abstentions         | Abstentions    | 1 690        | 38,00        | 1 586       | 35,66       |        |        |
| Votants                  | Votants             | Votants        | 2 757        | 62,00        | 2 861       | 64,34       |        |        |
| Blancs et nuls           | Blancs et nuls      | Blancs et nuls | 115          | 4,17         | 74          | 2,59        |        |        |
| Exprimés                 | Exprimés            | Exprimés       | 2 642        | 95,83        | 2 787       | 97,41       |        |        |
| * Liste du maire sortant |                     |                |              |              |             |             |        |        |

### Saint-Martin-en-Bresse
- Maire sortant : Didier Vernay
- 19 sièges à pourvoir au conseil municipal (population légale 2011 : 1 876 habitants)
- 5 sièges à pourvoir au conseil communautaire (CC Saône Doubs Bresse)

|                          | Didier Vernay *     | DVG            | 826   | 77,48  | 17 | 5 |  |  |
|                          | Pierre-André Roblot | DVD            | 240   | 22,51  | 2  |   |  |  |
|                          |                     |                |       |        |    |   |  |  |
| Inscrits                 | Inscrits            | Inscrits       | 1 485 | 100,00 |    |   |  |  |
| Abstentions              | Abstentions         | Abstentions    | 367   | 24,71  |    |   |  |  |
| Votants                  | Votants             | Votants        | 1 118 | 75,29  |    |   |  |  |
| Blancs et nuls           | Blancs et nuls      | Blancs et nuls | 52    | 4,65   |    |   |  |  |
| Exprimés                 | Exprimés            | Exprimés       | 1 066 | 95,35  |    |   |  |  |
| * Liste du maire sortant |                     |                |       |        |    |   |  |  |

### Saint-Rémy
- Maire sortant : Pierre Jacob (PS)
- 29 sièges à pourvoir au conseil municipal (population légale 2011 : 6 293 habitants)
- 4 sièges à pourvoir au conseil communautaire (CA Le Grand Chalon)

|                          | Florence Plissonnier | DVD            | 1 464 | 52,08  | 22 | 3 |  |  |
|                          | Pierre Jacob *       | PS-PCF-EELV    | 1 347 | 47,91  | 7  | 1 |  |  |
|                          |                      |                |       |        |    |   |  |  |
| Inscrits                 | Inscrits             | Inscrits       | 4 777 | 100,00 |    |   |  |  |
| Abstentions              | Abstentions          | Abstentions    | 1 803 | 37,74  |    |   |  |  |
| Votants                  | Votants              | Votants        | 2 974 | 62,26  |    |   |  |  |
| Blancs et nuls           | Blancs et nuls       | Blancs et nuls | 163   | 5,48   |    |   |  |  |
| Exprimés                 | Exprimés             | Exprimés       | 2 811 | 94,52  |    |   |  |  |
| * Liste du maire sortant |                      |                |       |        |    |   |  |  |

### Saint-Sernin-du-Bois
- Maire sortant : Jean-Marc Hippolyte
- 19 sièges à pourvoir au conseil municipal (population légale 2011 : 1 826 habitants)
- 1 sièges à pourvoir au conseil communautaire (CU Creusot Montceau)

|                          | Jean-Marc Hippolyte * | DVG            | 677   | 100,00 | 19 | 1 |  |  |
|                          |                       |                |       |        |    |   |  |  |
| Inscrits                 | Inscrits              | Inscrits       | 1 508 | 100,00 |    |   |  |  |
| Abstentions              | Abstentions           | Abstentions    | 636   | 42,18  |    |   |  |  |
| Votants                  | Votants               | Votants        | 872   | 57,82  |    |   |  |  |
| Blancs et nuls           | Blancs et nuls        | Blancs et nuls | 195   | 22,36  |    |   |  |  |
| Exprimés                 | Exprimés              | Exprimés       | 677   | 77,64  |    |   |  |  |
| * Liste du maire sortant |                       |                |       |        |    |   |  |  |

### Saint-Vallier
- Maire sortant : Alain Philibert (PCF)
- 29 sièges à pourvoir au conseil municipal (population légale 2011 : 8 975 habitants)
- 5 sièges à pourvoir au conseil communautaire (CU Creusot Montceau)

|                          | Alain Philibert * | PCF            | 2 277 | 58,07  | 23 | 5 |  |  |
|                          | Denis Beaudot     | DVD            | 1 044 | 26,62  | 4  |   |  |  |
|                          | Lionel Magnin     | PS             | 600   | 15,30  | 2  |   |  |  |
|                          |                   |                |       |        |    |   |  |  |
| Inscrits                 | Inscrits          | Inscrits       | 6 992 | 100,00 |    |   |  |  |
| Abstentions              | Abstentions       | Abstentions    | 2 866 | 40,99  |    |   |  |  |
| Votants                  | Votants           | Votants        | 4 126 | 59,01  |    |   |  |  |
| Blancs et nuls           | Blancs et nuls    | Blancs et nuls | 205   | 4,97   |    |   |  |  |
| Exprimés                 | Exprimés          | Exprimés       | 3 921 | 95,03  |    |   |  |  |
| * Liste du maire sortant |                   |                |       |        |    |   |  |  |

### Sancé
- Maire sortant : Roger Moreau
- 19 sièges à pourvoir au conseil municipal (population légale 2011 : 1 886 habitants)
- 1 sièges à pourvoir au conseil communautaire (CA Mâconnais Beaujolais Agglomération)

|                          | Roger Moreau * | UMP-UDI        | 817   | 100,00 | 19 | 1 |  |  |
|                          |                |                |       |        |    |   |  |  |
| Inscrits                 | Inscrits       | Inscrits       | 1 510 | 100,00 |    |   |  |  |
| Abstentions              | Abstentions    | Abstentions    | 592   | 39,21  |    |   |  |  |
| Votants                  | Votants        | Votants        | 918   | 60,79  |    |   |  |  |
| Blancs et nuls           | Blancs et nuls | Blancs et nuls | 101   | 11,00  |    |   |  |  |
| Exprimés                 | Exprimés       | Exprimés       | 817   | 89,00  |    |   |  |  |
| * Liste du maire sortant |                |                |       |        |    |   |  |  |

### Sanvignes-les-Mines
- Maire sortant : Jean-Claude Lagrange (PS)
- 27 sièges à pourvoir au conseil municipal (population légale 2011 : 4 394 habitants)
- 2 sièges à pourvoir au conseil communautaire (CU Creusot Montceau)

|                          | Jean-Claude Lagrange * | PS             | 1 483 | 75,70  | 24 | 2 |  |  |
|                          | Jean Pierre Jouty      | UDI            | 476   | 24,29  | 3  |   |  |  |
|                          |                        |                |       |        |    |   |  |  |
| Inscrits                 | Inscrits               | Inscrits       | 3 377 | 100,00 |    |   |  |  |
| Abstentions              | Abstentions            | Abstentions    | 1 305 | 38,64  |    |   |  |  |
| Votants                  | Votants                | Votants        | 2 072 | 61,36  |    |   |  |  |
| Blancs et nuls           | Blancs et nuls         | Blancs et nuls | 113   | 5,45   |    |   |  |  |
| Exprimés                 | Exprimés               | Exprimés       | 1 959 | 94,55  |    |   |  |  |
| * Liste du maire sortant |                        |                |       |        |    |   |  |  |

### Sassenay
- Maire sortant : Didier Rety
- 19 sièges à pourvoir au conseil municipal (population légale 2011 : 1 555 habitants)
- 1 sièges à pourvoir au conseil communautaire (CA Le Grand Chalon)

|                          | Didier Rety *   | DVG            | 591   | 72,16  | 17 | 1 |  |  |
|                          | Pierre Bouveret | DVG            | 228   | 27,83  | 2  |   |  |  |
|                          |                 |                |       |        |    |   |  |  |
| Inscrits                 | Inscrits        | Inscrits       | 1 228 | 100,00 |    |   |  |  |
| Abstentions              | Abstentions     | Abstentions    | 339   | 27,61  |    |   |  |  |
| Votants                  | Votants         | Votants        | 889   | 72,39  |    |   |  |  |
| Blancs et nuls           | Blancs et nuls  | Blancs et nuls | 70    | 7,87   |    |   |  |  |
| Exprimés                 | Exprimés        | Exprimés       | 819   | 92,13  |    |   |  |  |
| * Liste du maire sortant |                 |                |       |        |    |   |  |  |

### Sennecey-le-Grand
- Maire sortant : Jean Bourdaillet
- 23 sièges à pourvoir au conseil municipal (population légale 2011 : 3 120 habitants)
- 10 sièges à pourvoir au conseil communautaire (CC Entre Saône et Grosne)

|                          | Jean Bourdaillet * | DVD            | 827   | 62,98  | 19 | 8 |  |  |
|                          | Esteban Lopez      | PS-PCF-EELV    | 486   | 37,01  | 4  | 2 |  |  |
|                          |                    |                |       |        |    |   |  |  |
| Inscrits                 | Inscrits           | Inscrits       | 2 064 | 100,00 |    |   |  |  |
| Abstentions              | Abstentions        | Abstentions    | 645   | 31,25  |    |   |  |  |
| Votants                  | Votants            | Votants        | 1 419 | 68,75  |    |   |  |  |
| Blancs et nuls           | Blancs et nuls     | Blancs et nuls | 106   | 7,47   |    |   |  |  |
| Exprimés                 | Exprimés           | Exprimés       | 1 313 | 92,53  |    |   |  |  |
| * Liste du maire sortant |                    |                |       |        |    |   |  |  |

### Simandre
- Maire sortant : Danielle Lecuelle
- 19 sièges à pourvoir au conseil municipal (population légale 2011 : 1 629 habitants)
- 3 sièges à pourvoir au conseil communautaire (CC Terres de Bresse)

|                          | Danièle Lecuelle * | DVD            | 518   | 100,00 | 19 | 3 |  |  |
|                          |                    |                |       |        |    |   |  |  |
| Inscrits                 | Inscrits           | Inscrits       | 1 171 | 100,00 |    |   |  |  |
| Abstentions              | Abstentions        | Abstentions    | 456   | 38,94  |    |   |  |  |
| Votants                  | Votants            | Votants        | 715   | 61,06  |    |   |  |  |
| Blancs et nuls           | Blancs et nuls     | Blancs et nuls | 197   | 27,55  |    |   |  |  |
| Exprimés                 | Exprimés           | Exprimés       | 518   | 72,45  |    |   |  |  |
| * Liste du maire sortant |                    |                |       |        |    |   |  |  |

### Sornay
- Maire sortant : Julien Prudent
- 19 sièges à pourvoir au conseil municipal (population légale 2011 : 1 979 habitants)
- 4 sièges à pourvoir au conseil communautaire (CC Bresse Louhannaise Intercom')

|                          | Christian Clerc  | DVD            | 576   | 52,45  | 15 | 3 |  |  |
|                          | Julien Prudent * | DVG            | 522   | 47,54  | 4  | 1 |  |  |
|                          |                  |                |       |        |    |   |  |  |
| Inscrits                 | Inscrits         | Inscrits       | 1 647 | 100,00 |    |   |  |  |
| Abstentions              | Abstentions      | Abstentions    | 484   | 29,39  |    |   |  |  |
| Votants                  | Votants          | Votants        | 1 163 | 70,61  |    |   |  |  |
| Blancs et nuls           | Blancs et nuls   | Blancs et nuls | 65    | 5,59   |    |   |  |  |
| Exprimés                 | Exprimés         | Exprimés       | 1 098 | 94,41  |    |   |  |  |
| * Liste du maire sortant |                  |                |       |        |    |   |  |  |

### Torcy
- Maire sortant : Roland Fuchet
- 23 sièges à pourvoir au conseil municipal (population légale 2011 : 3 187 habitants)
- 2 sièges à pourvoir au conseil communautaire (CU Creusot Montceau)

|                          | Roland Fuchet *   | DVG            | 744   | 62,62  | 19 | 2 |  |  |
|                          | Dominique Jouanne | PS             | 444   | 37,37  | 4  |   |  |  |
|                          |                   |                |       |        |    |   |  |  |
| Inscrits                 | Inscrits          | Inscrits       | 2 390 | 100,00 |    |   |  |  |
| Abstentions              | Abstentions       | Abstentions    | 1 122 | 46,95  |    |   |  |  |
| Votants                  | Votants           | Votants        | 1 268 | 53,05  |    |   |  |  |
| Blancs et nuls           | Blancs et nuls    | Blancs et nuls | 80    | 6,31   |    |   |  |  |
| Exprimés                 | Exprimés          | Exprimés       | 1 188 | 93,69  |    |   |  |  |
| * Liste du maire sortant |                   |                |       |        |    |   |  |  |

### Toulon-sur-Arroux
- Maire sortant : Bernard Labrosse
- 19 sièges à pourvoir au conseil municipal (population légale 2011 : 1 619 habitants)
- 5 sièges à pourvoir au conseil communautaire (CC entre Arroux, Loire et Somme)

|                          | Bernard Labrosse * | SE             | 640   | 100,00 | 19 | 5 |  |  |
|                          |                    |                |       |        |    |   |  |  |
| Inscrits                 | Inscrits           | Inscrits       | 1 235 | 100,00 |    |   |  |  |
| Abstentions              | Abstentions        | Abstentions    | 436   | 35,30  |    |   |  |  |
| Votants                  | Votants            | Votants        | 799   | 64,70  |    |   |  |  |
| Blancs et nuls           | Blancs et nuls     | Blancs et nuls | 159   | 19,90  |    |   |  |  |
| Exprimés                 | Exprimés           | Exprimés       | 640   | 80,10  |    |   |  |  |
| * Liste du maire sortant |                    |                |       |        |    |   |  |  |

### Tournus
- Maire sortant : Jean Legros (DVG)
- 29 sièges à pourvoir au conseil municipal (population légale 2011 : 5 814 habitants)
- 15 sièges à pourvoir au conseil communautaire (CC Mâconnais-Tournugeois)

| Tête de liste            | Tête de liste          | Liste          | Premier tour | Premier tour | Second tour | Second tour | Sièges | Sièges |
| Tête de liste            | Tête de liste          | Liste          | Voix         | %            | Voix        | %           | CM     | CC     |
| ------------------------ | ---------------------- | -------------- | ------------ | ------------ | ----------- | ----------- | ------ | ------ |
|                          | Jean Legros *          | DVG            | 803          | 33,19        | 1 124       | 43,49       | 6      | 3      |
|                          | Claude Roche           | DVD            | 793          | 32,78        | 1 460       | 56,50       | 23     | 12     |
|                          | Catherine Legrand Diot | UMP            | 429          | 17,73        |             |             |        |        |
|                          | Jean-Paul Meulien      | SE             | 394          | 16,28        |             |             |        |        |
|                          |                        |                |              |              |             |             |        |        |
| Inscrits                 | Inscrits               | Inscrits       | 4 388        | 100,00       | 4 388       | 100,00      |        |        |
| Abstentions              | Abstentions            | Abstentions    | 1 864        | 42,48        | 1 673       | 38,13       |        |        |
| Votants                  | Votants                | Votants        | 2 524        | 57,52        | 2 715       | 61,87       |        |        |
| Blancs et nuls           | Blancs et nuls         | Blancs et nuls | 105          | 4,16         | 131         | 4,83        |        |        |
| Exprimés                 | Exprimés               | Exprimés       | 2 419        | 95,84        | 2 584       | 95,17       |        |        |
| * Liste du maire sortant |                        |                |              |              |             |             |        |        |

### Varennes-le-Grand
- Maire sortant : Patrick Le Gall
- 19 sièges à pourvoir au conseil municipal (population légale 2011 : 2 307 habitants)
- 2 sièges à pourvoir au conseil communautaire (CA Le Grand Chalon)

|                          | Patrick Le Gall * | DVD            | 613   | 69,42  | 16 | 2 |  |  |
|                          | Barbara Donneau   | DVG            | 270   | 30,57  | 3  |   |  |  |
|                          |                   |                |       |        |    |   |  |  |
| Inscrits                 | Inscrits          | Inscrits       | 1 372 | 100,00 |    |   |  |  |
| Abstentions              | Abstentions       | Abstentions    | 432   | 31,49  |    |   |  |  |
| Votants                  | Votants           | Votants        | 940   | 68,51  |    |   |  |  |
| Blancs et nuls           | Blancs et nuls    | Blancs et nuls | 57    | 6,06   |    |   |  |  |
| Exprimés                 | Exprimés          | Exprimés       | 883   | 93,94  |    |   |  |  |
| * Liste du maire sortant |                   |                |       |        |    |   |  |  |